# Uhřice, Hodonín
Uhřice là một làng thuộc huyện Hodonín, vùng Jihomoravský, Cộng hòa Séc.